# كيلي ريبا
كيلي ريبا ماريا (بالإنجليزية: Kelly Ripa) (مواليد 2 أكتوبر 1970) هي ممثلة أمريكية مقدمة حوارية ومنتجة تلفزيونية وضعتها هوليوود ريبورتر 2012 كأحدى أقوى الشخصيات الاعلامية في أمريكا.
حياتها
كيلي ريبا ولدت ونشأت في برلين، نيو جيرسي.

## وصلات خارجية
- كيلي ريبا على موقع IMDb (الإنجليزية)
- كيلي ريبا على موقع روتن توميتوز (الإنجليزية)
- كيلي ريبا على موقع ألو سيني (الفرنسية)
- كيلي ريبا على موقع أول موفي (الإنجليزية)
- كيلي ريبا على موقع قاعدة بيانات الأفلام السويدية (السويدية)
- كيلي ريبا على موقع إن إن دي بي (الإنجليزية)
- كيلي ريبا على موقع قاعدة بيانات الفيلم (الإنجليزية)
- كيلي ريبا على موقع كينوبويسك (الروسية)

1. ↑   https://njhalloffame.org/hall-of-famers/2016-inductees/kelly-ripa/. {{استشهاد ويب}}: |url= بحاجة لعنوان (مساعدة) والوسيط |title= غير موجود أو فارغ (من ويكي بيانات) (مساعدة)